# Vox FM
VOX FM – ponadregionalna rozgłośnia radiowa należąca do Grupy Radiowej Time. Prezentuje szeroko rozumianą muzykę taneczną – głównie przeboje lat 80., 90. i przeboje XXI wieku w tym gatunki euro disco, italo disco, eurodance oraz disco polo a także inne przeboje muzyki tanecznej. Liner rozgłośni brzmi: „W rytmie hitów”. Radio znajduje się przy ul. Jubilerskiej 10 w Warszawie.

## Historia
Radio VOX FM rozpoczęło działalność 31 października 2005 – początkowo jako sieć rozgłośni diecezjalnych, wcześniej związanych z Radiem Plus. Do września 2010 roku program miał charakter społeczno-religijny. Jego producentem była spółka Porozumienie Radiowe Plus (dawniej: Radio Plus Kraków) z większościowymi udziałami Grupy Radiowej Time. W pozostałej części udziały należały do diecezji posiadających poszczególne koncesje – z wyjątkiem Archidiecezji Szczecińskiej i Białostockiej, których rozgłośnie (Szczecin, Gryfice, Lipiany, Białystok) przystąpiły do sieci na zasadzie franczyzy.
Docelowo sieć miała liczyć 25–30 stacji, obejmując zasięgiem technicznym 50–60 procent terytorium Polski. Z czasem do sieci dołączyło przejęte Radio Bieszczady i Radio Toruń 96,7 Gold FM, planowano też przyłączenie do sieci rozgłośni 105,5 Gold FM. Finalnie planów tych nie udało się zrealizować – we wrześniu 2009 roku rozgłośnię w Toruniu przyłączono do sieci Radia WAWA, a rozgłośnię w Rzeszowie wykorzystano do poszerzenia zasięgu Radia Eska, z kolei w drugiej połowie czerwca 2010 podpisano umowę o współpracy pomiędzy Porozumieniem Radiowym Plus (sieć VOX FM) a spółką Radio Plus Polska, związaną z grupą Eurozet. Osiem rozgłośni VOX FM (z wyjątkiem stacji warszawskiej i białostockiej) dołączyło wówczas od 6 września 2010 do sieci Radia Plus. Radio VOX FM nadawało od tej pory wyłącznie w Warszawie jako rozgłośnia lokalna.
Od 2 grudnia 2013 roku VOX FM działa jako rozgłośnia o zasięgu ponadregionalnym. Stacja przejęła sieć częstotliwości wykorzystywaną wcześniej przez Radio Eska Rock. Zmienił się również format muzyczny rozgłośni. Miejsce dotychczasowego formatu classic hits (przeboje lat 60., 70. i 80.) zajęła muzyka taneczna – format znany wcześniej z anteny Radia Plus. Przebudowany został również zespół redakcyjny, w którym znaleźli się prezenterzy i dziennikarze związani wcześniej z Plusem. W 2017 roku utworzono specjalny, bezpłatny numer dla słuchaczy 609 869 869 (609 VOX VOX). Można na niego wysłać SMS, MMS, lub nagrać wiadomość głosową, która zostanie później odtworzona na antenie.

## Ramówka
Od 30.09.2024 zmianie uległa ramówka programowa radia VOX FM.
- Pierwsza Zmiana - prowadzenie: Konrad Piwowarski, Paweł Pawelec, Julia Chren (poniedziałek – piątek od 6:00 do 9:30)
- W Rytmie Hitów - prowadzenie: Arek Sikora (poniedziałek - piątek od 9:30 do 14:00)
- To Jest Dzień - prowadzenie: Kamil Rutkowski (poniedziałek - piątek od 14:00 do 17:00)
- W Rytmie Hitów - prowadzenie: Michał Trawka i Piotr Ambroży (poniedziałek - czwartek od 17:00 do 20:00)
- Dobry wieczór, Polsko! -  prowadzenie: Przemysław Sasowski (poniedziałek – czwartek od 20:00 do 23:00)
- Nocna Zmiana VOX FM - prowadzenie: Marcin Miros (piątek od 1:00 do 3:00)
- Best Lista - prowadzenie: Krzysztof Skrzypkowski (piątek od 17:00 do 19:00)
- Jest Weekend w Rytmie Hitów - prowadzenie: Michał Trawka i Piotr Ambroży (sobota od 10:00 do 15:00)
- Jest Weekend Jest Impreza - prowadzenie: DJ Charis (piątek i sobota od 19:00 do 23:00)
- The best of Pierwsza Zmiana - niedziela od 9:00 do 11:00
- Jest Weekend w Rytmie Hitów - prowadzenie: Przemysław Sasowski (niedziela od 12:00 do 16:00)
- Jest Weekend w Rytmie Hitów - prowadzenie: Paweł Doncbach (niedziela od 16:00 do 18:00)
- Co Ludzie Powiedzą - prowadzenie: Adam Feder (sobota o 8:00 oraz w niedzielę o 18:00)
- Zwrot akcji - prowadzenie: Katarzyna Pilewska (niedziela o 8:00)
- Wiadomości VOX FM - prowadzenie: Paweł Doncbach, Marta Kiermasz, Katarzyna Pilewska, Małgorzata Łukowska, Michał Rawa

### Słuchalność
Według badania Radio Track (wykonane przez MillwardBrown SMG/KRC) za okres grudzień 2013 – luty 2014, wskaźnik słuchalności radia VOX FM wynosi 1,6 proc., co dawało ówcześnie tej stacji 6. pozycję w Polsce. Z kolei według tego samego badania za okres od stycznia do marca 2022 roku wskaźnik ten wyniósł 3,2 procent, co daje stacji 7. pozycję w Polsce.

## Częstotliwości

### Obecnie[14]
- Białystok – 88,6 MHz
- Gdańsk – 104,4 MHz
- Gdynia – 105,6 MHz
- Gorzów Wielkopolski – 101,7 MHz (koncesja lokalna, dawniej Radio GO)
- Grójec – 106,4 MHz (koncesja lokalna, dawniej Radio Mazowsze)
- Kalnica - 87,6 MHz[15]
- Katowice – 95,5 MHz
- Kielce – 95,5 MHz
- Koszalin – 95,4 MHz
- Kraków – 107,0 MHz
- Lublin – 106,1 MHz
- Łódź – 97,9 MHz
- Olsztyn – 94,7 MHz
- Płock – 90,4 MHz
- Poznań – 107,4 MHz (koncesja lokalna, dawniej Gold FM)
- Radom – 96,9 MHz (koncesja lokalna, dawniej Radio Mazowsze)
- Rzeszów – 97,1 MHz
- Szczecin – 95,7 MHz
- Siedlce – 91,3 MHz
- Warszawa – 104,4 MHz,
- Wrocław – 101,5 MHz
- Zielona Góra – 95,3 MHz

### Dawniej

#### stan na sierpień 2010
- Radio VOX FM Białystok
  - Białystok – 103,3 MHz
  - Mońki – 90,9 MHz
- Radio VOX FM Gryfice – 90,7 MHz
- Radio VOX FM Koszalin
  - Koszalin – 102,6 MHz
  - Piła – 90,3 MHz[16]
- Radio VOX FM Kraków – 106,1 MHz
- Radio VOX FM Podhale
  - Rabka – 102,7 MHz
  - Zakopane – 107,9 MHz
- Radio VOX FM Lipiany – 104,3 MHz
- Radio VOX FM Łódź – 100,4 MHz
- Radio VOX FM Szczecin – 88,9 MHz
- Radio VOX FM Warszawa – 93,3 MHz

#### stan na lipiec 2008[17]
- Radio VOX FM Białystok
  - Białystok – 103,3 MHz
  - Mońki – 90,9 MHz
- Radio VOX FM Bieszczady
  - Rzeszów – 99,4 MHz
  - Sanok – 89,5 MHz
  - Krosno – 104,9 MHz
  - Ustrzyki Dolne – 106,5 MHz
- Radio VOX FM Gryfice – 90,7 MHz
- Radio VOX FM Koszalin – 102,6 MHz
- Radio VOX FM Kraków
  - Kraków – 106,1 MHz
  - Rabka – 102,7 MHz
  - Zakopane – 107,9 MHz
- Radio VOX FM Lipiany – 104,3 MHz
- Radio VOX FM Łódź – 100,4 MHz
- Radio VOX FM Szczecin – 88,9 MHz
- Radio VOX FM Toruń – 96,7 MHz
- Radio VOX FM Warszawa – 93,3 MHz